# Elegie pro ovečku
Elegie pro ovečku (japonsky 羊のうた, Hicudži no uta) je japonská hororová manga o sedmi svazcích, jejíž autorkou je Kei Tóme. Manga původně vycházela v časopisu Gekkan Birz nakladatelství Gentóša v letech 1996 až 2002. V Česku mangu vydalo nakladatelství Talpress v letech 2009 až 2013. V letech 2003 a 2004 byla vytvořena stejnojmenná anime adaptace v podobě čtyřdílného OVA v produkci studia Madhouse.